# WWE Women’s ID Championship
WWE Women’s ID Championship – żeński tytuł mistrzowski profesjonalnego wrestlingu stworzony i promowany przez federację WWE. Tytuł ogłoszono 18 lutego 2025 roku, który będzie częścią programu WWE Independent Development (ID), który ma na celu zapewnienie niezależnym wrestlerom ścieżki do przejścia do WWE. W przeciwieństwie do innych tytułów firmy, które są bronione wyłącznie w programach WWE, mistrzostwo ID będzie bronione w partnerskich niezależnych promocjach. W przeciwieństwie do innych tytułów firmy, które są bronione wyłącznie w programach WWE, mistrzostwo ID kobiet będzie bronione w partnerskich niezależnych promocjach. Dodatkowo, jeśli wrestlerka spoza WWE ID wygra tytuł, otrzyma kontrakt WWE ID.

## Historia
W październiku 2024 roku WWE wprowadziło program WWE Independent Development (ID), podobny do ich programu Next in Line (NIL) dla sportowców akademickich, z ID wspierającym rozwój niezależnych zapaśników poprzez współpracę z różnymi szkołami zapaśniczymi i promocjami na scenie niezależnej. Inauguracyjne partnerskie promocje i szkoły obejmują Reality of Wrestling, Black and Brave Academy, Nightmare Factory, Elite Pro Wrestling Training Center i KnokX Pro Academy.
Podczas konferencji prasowej 18 lutego 2025 roku dyrektor ds. treści WWE, Paul "Triple H" Levesque, zaprezentował męskie i żeńskie mistrzostwa WWE ID. Tytuły zostały zaprojektowane tak, aby były bronione wyłącznie w scenie niezależnej, oferując wschodzącym talentom większą ekspozycję i możliwości. Inauguracyjny mistrz mężczyzn zostanie wyłoniony w drodze turnieju z udziałem najlepszych perspektyw z programu WWE ID. Mecze turniejowe odbędą się na różnych niezależnych pokazach wrestlingu, podkreślając współpracę WWE z niezależną sceną wrestlingu. Uczestniczkami turnieju są wszystkie wrestlerki WWE ID, a pierwsza runda turnieju zostanie zorganizowana przez Game Changer Wrestling i Future Stars of Wrestling 16 kwietnia podczas tygodnia WrestleMania 41. Format turnieju o WWE Women’s ID Championship będzie systemem kołowym. Następnie potwierdzono, że po koronacji inauguracyjnej mistrzyni, wszyscy niezależne wrestlerki będą mogły walczyć o mistrzostwo ID kobiet, a jeśli wrestlerka spoza WWE ID zdobędzie tytuł, otrzyma kontrakt WWE ID. 8 lipca 2025 roku potwierdzono, że finał turnieju odbędzie się podczas wydarzenia GCW, ID Showcase, 1 sierpnia podczas tygodnia SummerSlam. Finał turnieju będzie triple threat matchem pomiędzy Kylie Rae, Zarą Zakher i Zaydą Steel.

## Wygląd pasa mistrzowskiego
Pas WWE Women’s ID Championship ma nowoczesny design na czarnym pasku, zawierający elementy reprezentujące zarówno WWE, jak i niezależną scenę wrestlingu. Na środkowej płytce widnieje logo WWE ID, a po bokach znajdują się konfigurowalne płytki boczne, które mogą być spersonalizowane przez panującego mistrza.

## Panowania
| Nr        | Ogólny numer panowania                                       |
| Panowanie | Liczba panowań konkretnego mistrza                           |
| Dni       | Liczba dni panowania                                         |
| †         | Oznacza, że panowanie nie jest uznawane przez federację      |
| <1        | Oznacza, że panowanie trwało mniej niż jeden dzień           |
| +         | Oznacza, że liczba dni w posiadaniu wzrasta z kolejnym dniem |

| Nr | Mistrzyni | Zmiana mistrza       | Zmiana mistrza                          | Zmiana mistrza      | Statystyki panowania | Statystyki panowania | Notka | Odn.  |
| Nr | Mistrzyni | Data                 | Gala                                    | Miejsce             | Panowanie            | Dni                  | Notka | Odn.  |
| -- | --------- | -------------------- | --------------------------------------- | ------------------- | -------------------- | -------------------- | --- | ----- |
| 1  | Kylie Rae | 1 sierpnia 2025(dts) | Game Changer Wrestling: The ID Showcase | East Rutherford, NJ | 1                    | 1+                   | Pokonała Zarę Zakher i Zaydę Steel w finale turnieju w triple threat matchu, aby zostać inauguracyjną mistrzynią. | [ 8 ] |